# Юси Яскеляйнен
Юси Алберт Яскеляйнен (на фински: Jussi Albert Jääskeläinen) е финландски футболист, роден на 19 април 1975 в Микели, Финландия.

## Кариера
Яскеляйнен прави дебюта си във Вейкауслига с отбора на МП през 1992. Превръща в първи избор за вратар през 1994. През 1995 се премества във ВПС Вааса. Там се застоява два сезона и купен от Болтън Уондърърс, които тогава играят във Първа Дивизия (сега Чемпиъншип). Той скоро се превръща в титулярен вратар между гредите на вратата на Болтън. През сезон 2000/01 той не играе, защото има контузия на коляното. Следващия сезон е избран за най-добър вратар на Премиършип от спонсорите Барклейс банк.
 Яскеляйнен прави дебюта си за Финландия през 25 март 1998 срещу отбора на Малта. Тогава е бил резервен вратар след Анти Ниеми, но през 2005 когато Ниеми се отказва от кариерата си в националния си отбор, Яскелайнен се превръща в първи избор за вратар. На 13 май 2007 той получава наградата за Играч на сезона от играчите на клуба.
На 13 юни 2012 подписва договор с Уест Хям Юнайтед за една година с опция за удължаване с още една. Дебюта си прави при победата на „чуковете“ с 1 – 0 над Астън Вила на старта на сезона в Премиършип.